# Моррілтон
Моррілтон (англ. Morrilton) — місто (англ. city) в США, адміністративний центр округу Конвей штату Арканзас. Населення — 6992 особи (2020).

## Географія
Моррілтон розташований на висоті 117 метрів над рівнем моря за координатами 35°9′20″ пн. ш. 92°44′20″ зх. д. / 35.15556° пн. ш. 92.73889° зх. д. (35.155456, -92.738932). За даними Бюро перепису населення США в 2010 році місто мало площу 23,66 км², з яких 22,65 км² — суходіл та 1,02 км² — водойми.

## Демографія

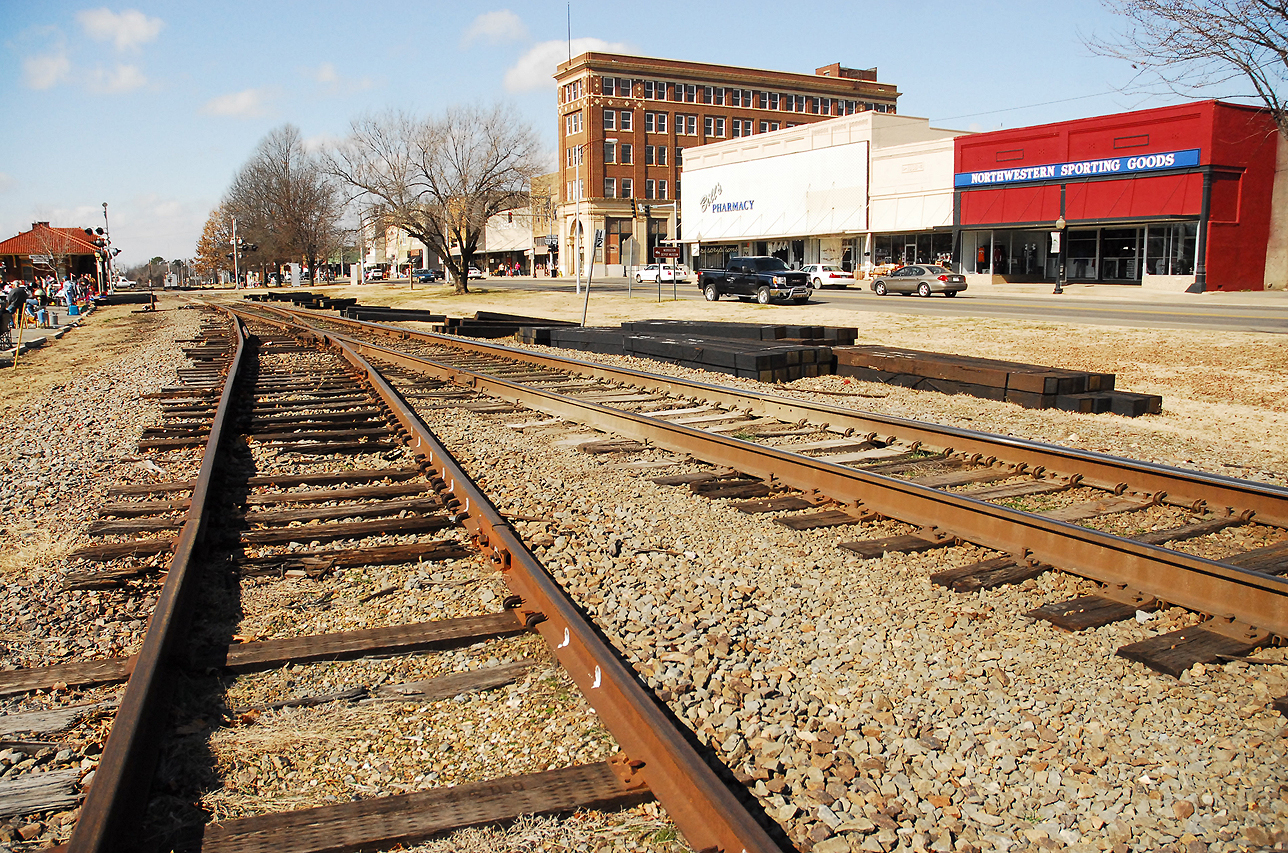
Історичний центр міста

Згідно з переписом 2010 року, у місті мешкало 6767 осіб у 2759 домогосподарствах у складі 1736 родин. Густота населення становила 286 осіб/км². Було 3100 помешкань (131/км²).
Расовий склад населення:
| - 77,1 % — білих - 15,8 % — чорних або афроамериканців - 0,8 % — азіатів - 0,7 % — корінних американців - 3,1 % — осіб інших рас |

До двох чи більше рас належало 2,6 %. Іспаномовні складали 6,5 % від усіх жителів.
За віковим діапазоном населення розподілялося таким чином: 24,6 % — особи молодші 18 років, 57,1 % — особи у віці 18—64 років, 18,3 % — особи у віці 65 років та старші. Медіана віку мешканця становила 38,4 року. На 100 осіб жіночої статі у місті припадало 88,4 чоловіків; на 100 жінок у віці від 18 років та старших — 84,0 чоловіків також старших 18 років.
Середній дохід на одне домашнє господарство становив 51 381 долар США (медіана — 27 662), а середній дохід на одну сім'ю — 63 093 долари (медіана — 43 183). Медіана доходів становила 41 429 доларів для чоловіків та 29 919 доларів для жінок. За межею бідності перебувало 35,2 % осіб, у тому числі 51,6 % дітей у віці до 18 років та 14,8 % осіб у віці 65 років та старших.
Цивільне працевлаштоване населення становило 2473 особи. Основні галузі зайнятості: освіта, охорона здоров'я та соціальна допомога — 26,0 %, фінанси, страхування та нерухомість — 12,9 %, мистецтво, розваги та відпочинок — 11,1 %, роздрібна торгівля — 10,8 %.

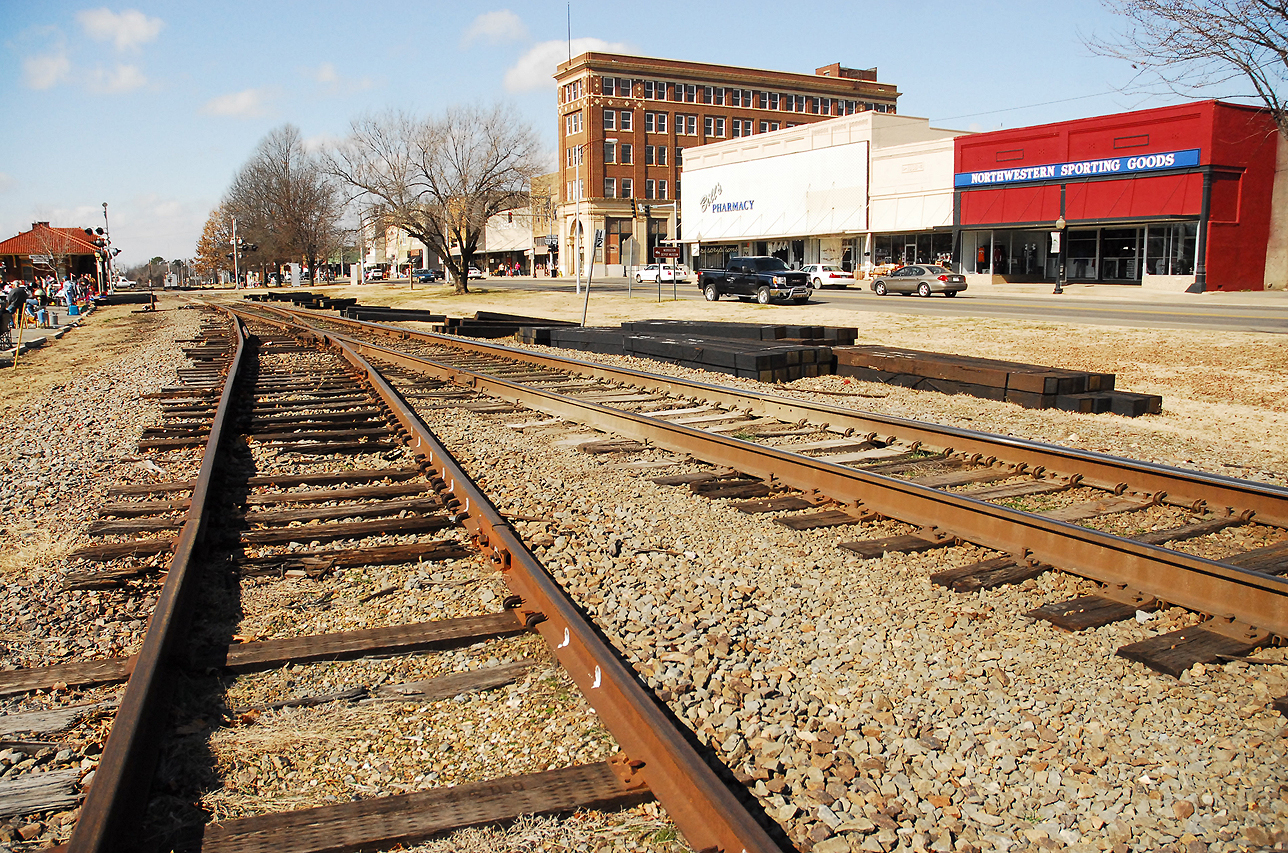
Історичний центр міста

За даними перепису населення 2000 року в Моррілтоні проживало 6550 осіб, 1724 родини, налічувалося 2645 домашніх господарств і 2947 житлових будинків. Середня густота населення становила близько 296,4 осіб на один квадратний кілометр. Расовий склад Моррілтона за даними перепису розподілився таким чином: 78,38 % білих, 17,47 % — чорних або афроамериканців, 0,79 % — корінних американців, 0,34 % — азіатів, 0,02 % — вихідців з тихоокеанських островів, 1,63 % — представників змішаних рас, 1,37 % — інших народів. Іспаномовні склали 3,37 % від усіх жителів міста.
З 2645 домашніх господарств в 30,1 % — виховували дітей віком до 18 років, 46,2 % представляли собою подружні пари, які спільно проживали, в 15,8 % сімей жінки проживали без чоловіків, 34,8 % не мали сімей. 32,2 % від загального числа сімей на момент перепису жили самостійно, при цьому 16,3 % склали самотні літні люди у віці 65 років та старше. Середній розмір домашнього господарства склав 2,35 особи, а середній розмір родини — 2,94 особи.
Населення міста за віковим діапазоном за даними перепису 2000 року розподілилося таким чином: 25,4 % — жителі молодше 18 років, 8,7 % — між 18 і 24 роками, 26,0 % — від 25 до 44 років, 20,2 % — від 45 до 64 років і 19,7 % — у віці 65 років та старше. Середній вік мешканця склав 38 років. На кожні 100 жінок в Моррілтоні припадало 84,1 чоловіків, у віці від 18 років та старше — 79,5 чоловіків також старше 18 років.
Середній дохід на одне домашнє господарство в місті склав 28 007 доларів США, а середній дохід на одну сім'ю — 36 432 долара. При цьому чоловіки мали середній дохід в 30 123 долара США на рік проти 19 213 доларів середньорічного доходу у жінок. Дохід на душу населення в місті склав 16 957 доларів на рік. 13,4 % від усього числа сімей в населеному пункті і 17,1 % від усієї чисельності населення перебувало на момент перепису населення за межею бідності, при цьому 21,6 % з них були молодші 18 років і 12,8 % — у віці 65 років та старше.